# Club des Croqueurs de Chocolat
Le Club de Croqueurs de Chocolat est une association regroupant des spécialistes du chocolat. 
Fondée en 1981, elle édite tous les ans un guide gastronomique dédié au chocolat, et décerne des prix lors du Salon du chocolat de Paris. 

## Historique
Parmi les fondateurs en 1981 se trouve le critique gastronomique Claude Lebey ainsi que Nicolas de Rabaudy, journaliste, Jean-Paul Aron, philosophe, et Philippe Court, directeur d’une maison de champagnes.

## Fonctionnement
Son président est le journaliste et écrivain Jacques Pessis. Les membres du conseil d'administration sont Bérangère Loiseau, Irène Frain, Apollonia Poilâne, Isabelle Butin, Joëlle Royer, Valentine Tibère, Alain Blanchon, Armand Bongrain, Pierre Colas de la Noue, Frank Dangeard et Charles Edelstenne.
Le Club regroupe des passionnés de tous horizons unis sans limite dans l’amour du chocolat artisanal de qualité. Les membres du Club (dont le nombre est limité à 150) se réunissent 5 fois par an (4 dégustations autour de thèmes toujours différents et un dîner annuel). Un panel de goûteurs s’est constitué parmi les membres du CCC. Ils testent chaque année les chocolats français et étrangers et les distinguent dans le Guide des Croqueurs de Chocolat à travers des Awards, des tablettes d’or, d’argent ou de bronze. Ils valorisent ainsi les artisans qui confectionnent des chocolat de qualité. En 1996, le CCC a été le premier à alerter le législateur et le consommateur sur les dangers de l’ajout de matières grasses végétales dans le chocolat. Les membres ont travaillé, avec des partenaires comme les Relais Desserts, pour demander, en particulier, sur les tablettes, la visibilité du pourcentage de matières grasses végétales. Le Parlement européen a suivi ces recommandations. Le CCC est aussi à l’origine du slogan : « 100% pur beurre de cacao ».  

## Les dégustations
Le Club se réunit tous les deux mois à Paris pour des dégustations et un dîner annuel au cours desquels les menus sont exclusivement composés de chocolat (bonbons de chocolat, tablettes, desserts chocolatés).
Les chocolatiers français et étrangers sont invités à présenter leurs nouveautés, faire goûter leurs produits et expliquer leur démarche.

## LeGuide du Club des Croqueurs de Chocolat
Édité par les Éditions de la Confiserie, le Guide est édité chaque année.
Les dégustations se font à l’aveugle et les notations sont basées sur des critères très précis et rigoureux afin de garantir l’excellence du chocolat (apparence, texture, goût, équilibre des saveurs, etc.). En 2018, 137 chocolatiers français et 37 chocolatiers étrangers ont été testés par un panel de 17 membres qui s'est réuni 1 à 2 fois par semaine de février à juillet 2018. Une note est donnée à chaque chocolatier et les meilleurs sont récompensés par des Awards.
Dans l'édition 2018-2019 figurent 56 tablettes d’Or, 49 tablettes d’Argent, 32 tablettes de Bronze, 36 coups de cœur ainsi que des Awards qui ont été remis chaque année au Salon du Chocolat de Paris.